# Majblomma

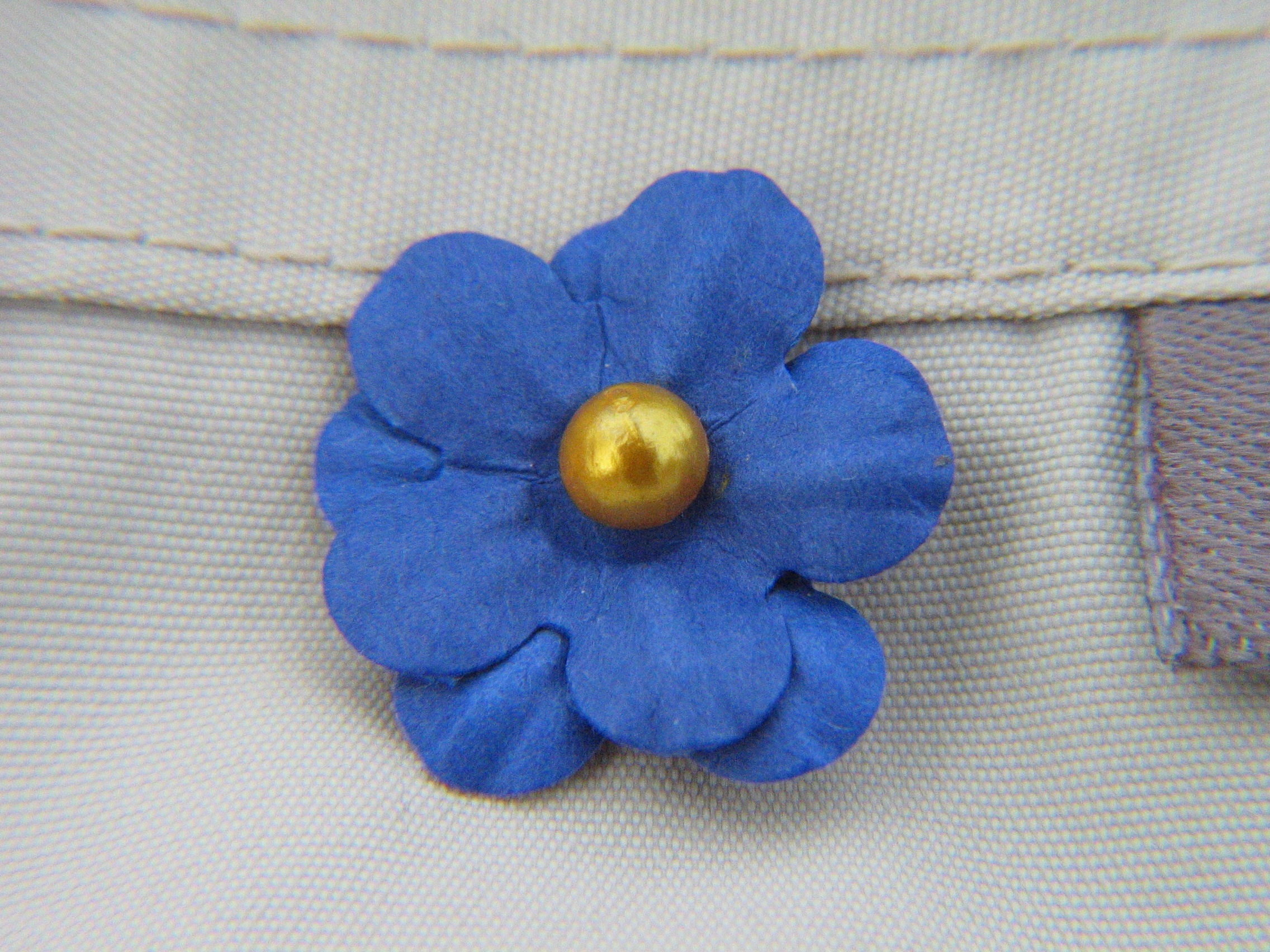
Die Majblomma von 2007

Die Majblomma (schwedisch) bzw. Maiblomst (norwegisch) (Maiblume) ist eine kleine Papierblume, die jedes Jahr im April und Mai in Schweden, Norwegen und anderen Staaten verkauft wird, um auf Kinderarmut aufmerksam zu machen. Sie wechselt jährlich die Farbe und ist nicht mit der roten Nelke (Mainelke) zu verwechseln. 
Verkauf und Verteilung der Verkaufserlöse und Spenden werden in Schweden seit 1907 von einem eigens für diesen Zweck gegründeten Verein (Majblommans riksförbund) organisiert, der seinen Sitz in Göteborg hat. In Norwegen wird die Maiblumenaktion seit 1913 gemeinsam vom Norske Kvinners Sanitetsforening und vom Nasjonalforeningen for folkehelsen durchgeführt, wobei in den ersten Jahren der Erlös für die Bekämpfung der Tuberkulose verwendet wurde.
Die Idee der Maiblume verbreitete sich von Schweden über viele Länder, wo sie teilweise ein Nischendasein führt oder wieder vergessen wurde. Die ersten Verkäufe erfolgten 1908 in Finnland, 1909 in Dänemark und Norwegen, 1910 in Belgien und den Niederlanden, 1911 in Deutschland, Frankreich, Italien, Österreich, Russland und der Schweiz, 1912 in England und Estland, 1913 in Algerien, 1916 auf Kuba, 1922 in den USA und 1932 in Indien.

## Geschichte
Die Initiative zum Verkauf der Maiblume ging von der Schwedin Beda Hallberg aus, die schon vorher ehrenamtlich ärmeren Menschen geholfen hatte. Mit der Papierblume sollten auch Personen, die nicht der Oberschicht angehörten, für die Wohltätigkeitsarbeit begeistert werden. Trotz anfänglicher Skepsis und Widerstandes ging Hallbergs Konzept auf. Der Verkauf der ersten 100.000 Papierblumen für 10 Öre das Stück im Raum Göteborg wurde ein Erfolg; der Erlös kam Tuberkulosekranken zugute. Die lokale Handels- und Seefahrtzeitung schrieb im Mai 1907: Die blaue Blume hat einen Sieg errungen. Die ganze Stadt ehrt sie. Überall, wohin man auch kommt, sieht man sie an Kragen, Mützen, Halstüchern und Schals. Geschäftsmänner, Angestellte, Arbeiter, Ältere und Kinder, der Schaffner in der Straßenbahn, Polizisten, Hafenfuhrleute und Kutscher – alle tragen die Blume und es liegt in der Luft, dass alle froh sind dabei zu sein. Es ist das Ideal einer Idee: einfach, begeisternd und erbaulich.
Unter den Studenten der Technischen Hochschule Chalmers entstand die Tradition, jedes Jahr eine Maiblume zu kaufen und diese an der Quaste der Studentenmütze zu befestigen. An der Anzahl ist erkennbar, wie lange die jeweilige Person schon an der Hochschule studiert.

## Der Verein
Unter Leitung des Majblommans riksförbund verkaufen meist Schulkinder und Pfadfinder etwa zwei Wochen lang die Papierblumen des Jahres. Zu diesem Zweck gibt es in Schweden etwa 700 lokale Gruppierungen. Fast überall gehören diesen Lokalvereinen Repräsentanten der örtlichen Schulen, staatlichen Sozial- und Krankendienste sowie Vertreter von Freizeiteinrichtungen an.  Hier wird diskutiert, welche Familien mit Kindern neben der staatlichen Sozialhilfe noch Unterstützung aus den Erlösen der Maiblume benötigen. Etwa zehn Prozent des Erlöses werden an Schulen und Freizeiteinrichtungen gezahlt, die sich am Verkauf der Papierblumen beteiligt haben. In den letzten Jahren betrug der Preis für eine Maiblume 10 Kronen, womit in den Jahren 2009 und 2010 jeweils etwa 50 Millionen SEK erlöst wurden.
Der Verkauf der Papierblumen ist auch als pädagogisches Werkzeug gedacht, um bei den beteiligten Schulkindern Empathie für bedürftige Kinder in der Umgebung zu wecken. Dazu gibt der Verein kostenloses Studienmaterial an Schulen und andere Interessierte heraus.

## Herstellung
Zur Produktion der Papierblumen gab es bis 1997 in Schweden zwei Maschinen. Als diese nicht mehr einsetzbar waren, entschied sich der Verein, die Herstellung nach China zu verlegen. Mit Hilfe des schwedischen Exportrates (Sveriges Exportråd) wurde eine Fabrik gesucht, die den Ansprüchen für Qualität und gute Arbeitsverhältnisse gerecht wird. Der Betrieb Good Luck in der ostchinesischen Stadt Taizhou konnte die Erwartungen erfüllen. Die Produktionskosten für eine Papierblume betragen hier umgerechnet etwa 16 Öre. Damit verdienen die Arbeiterinnen etwa 35 Prozent über dem Mindestlohn. Die Fabrik wird von Vertretern des Vereines jedes Jahr zu festen und unangemeldeten Zeiten besucht.